# Ectropis hieroglyphica
Ectropis hieroglyphica är en fjärilsart som beskrevs av Oswald Beltram Lower 1900. Ectropis hieroglyphica ingår i släktet Ectropis och familjen mätare. Inga underarter finns listade i Catalogue of Life.